# Cyrus Christie
Cyrus Sylvester Frederick Christie (Coventry, 30 september 1992) is een Iers voetballer die doorgaans speelt als rechtsback. In juli 2025 verliet hij Swansea City. Christie maakte in 2014 zijn debuut in het Iers voetbalelftal.

## Clubcarrière
Christie speelde in de jeugdopleiding van Coventry City. Zijn debuut mocht hij maken in het seizoen 2010/11, in de League Cup. Op 10 augustus 2010 werd met 2–0 verloren van Morecambe. In januari 2011 werd hij op huurbasis gestald bij Nuneaton Town, voor de rest van het lopende seizoen. Binnen een maand werd de verdediger alweer teruggeroepen en hierna werd hij opnieuw verhuurd, dit keer aan Hinckley United. Voor aanvang van het seizoen 2011/12 keerde Christie terug bij Coventry en hij kreeg direct mer speeltijd. Drie seizoenen op rij speelde hij meer dan dertig competitiewedstrijden.
In de zomer van 2014 verliep zijn verbintenis en hierop verkaste hij naar Derby County, waar hij zijn handtekening zette onder een verbintenis voor de duur van drie seizoenen. Tijdens zijn debuut, op 9 augustus 2014, was hij direct belangrijk voor zijn nieuwe club. Er werd met 1–0 gewonnen van Rotherham United en Christie gaf de assist op de enige treffer van de wedstrijd, van Jeff Hendrick.
Samen met Jonathan Howson van Norwich City maakte Christie in 2017 de overstap naar Middlesbrough, dat net gedegradeerd was uit de Premier League naar het Championship. Na een halfjaar maakte de centrumverdediger de overstap naar competitiegenoot Fulham, waar hij tekende tot medio 2021. In september 2020 werd Christie voor het seizoen 2020/21 gehuurd door Nottingham Forest. In januari 2022 werd hij opnieuw verhuurd, ditmaal aan Swansea City. Aan het einde van het seizoen 2021/22 stapte Christie transfervrij over naar Hull City, waar hij voor twee jaar tekende. Hij kwam zonder club te zitten na dit contract, voor hij in november 2024 tot het einde van de jaargang bij Swansea City terugkeerde.

## Clubstatistieken
| Seizoen | Club                | Competitie       | Competitie | Competitie | Beker | Beker | Internationaal | Internationaal | Totaal | Totaal |
| Seizoen | Club                | Competitie       | Wed.       | Dlp.       | Wed.  | Dlp.  | Wed.           | Dlp.           | Wed.   | Dlp.   |
| ------- | ------------------- | ---------------- | ---------- | ---------- | ----- | ----- | -------------- | -------------- | ------ | ------ |
| 2010/11 | Coventry City       | Championship     | 0          | 0          | 1     | 0     | —              | —              | 1      | 0      |
| 2010/11 | → Nuneaton Town     | Conference North | 5          | 0          | 0     | 0     | —              | —              | 5      | 0      |
| 2010/11 | → Hinckley United   | Conference North | 7          | 0          | 0     | 0     | —              | —              | 7      | 0      |
| 2011/12 | Coventry City       | Championship     | 37         | 0          | 2     | 0     | —              | —              | 39     | 0      |
| 2012/13 | Coventry City       | League One       | 31         | 2          | 8     | 1     | —              | —              | 39     | 3      |
| 2013/14 | Coventry City       | League One       | 34         | 0          | 6     | 0     | —              | —              | 40     | 0      |
| 2014/15 | Derby County        | Championship     | 38         | 0          | 6     | 0     | —              | —              | 44     | 0      |
| 2015/16 | Derby County        | Championship     | 44         | 1          | 1     | 0     | —              | —              | 45     | 1      |
| 2016/17 | Derby County        | Championship     | 27         | 1          | 3     | 0     | —              | —              | 30     | 1      |
| 2017/18 | Middlesbrough       | Championship     | 25         | 1          | 1     | 0     | —              | —              | 26     | 1      |
| 2017/18 | Fulham              | Championship     | 6          | 0          | 0     | 0     | —              | —              | 6      | 0      |
| 2018/19 | Fulham              | Premier League   | 28         | 0          | 3     | 1     | —              | —              | 31     | 1      |
| 2019/20 | Fulham              | Championship     | 27         | 1          | 3     | 0     | —              | —              | 30     | 1      |
| 2020/21 | → Nottingham Forest | Championship     | 44         | 0          | 0     | 0     | —              | —              | 44     | 0      |
| 2021/22 | Fulham              | Championship     | 0          | 0          | 1     | 0     | —              | —              | 1      | 0      |
| 2021/22 | → Swansea City      | Championship     | 23         | 3          | 0     | 0     | —              | —              | 23     | 3      |
| 2022/23 | Hull City           | Championship     | 28         | 3          | 0     | 0     | —              | —              | 28     | 3      |
| 2023/24 | Hull City           | Championship     | 27         | 0          | 1     | 0     | —              | —              | 28     | 0      |
| 2024/25 | Swansea City        | Championship     | 11         | 0          | 1     | 0     | —              | —              | 12     | 0      |
| Totaal  | Totaal              | Totaal           | 443        | 12         | 38    | 2     | 0              | 0              | 481    | 14     |

Bijgewerkt op 9 juli 2025.

## Interlandcarrière
Christie is geboren in Engeland, maar doordat zijn grootmoeder van Ierse afkomst is, was hij speelgerechtigd voor Ierse nationale elftallen. Eind 2014 ging bondscoach Martin O'Neill van de Ieren ook de eerste gesprekken aan met Christie. De verdediger kon hierdoor zijn debuut maken in het Iers voetbalelftal en deed dat op 18 november 2014, toen met 4–1 gewonnen werd van de Verenigde Staten. Robbie Brady scoorde tweemaal en Anthony Pilkington en James McClean tekenden voor de Ierse treffers en Mikkel Diskerud scoorde tegen. Christie mocht van O'Neill starten als basisspeler en hij speelde het gehele duel mee. De andere debutant dit duel was David McGoldrick (Ipswich Town). Zijn eerste treffer volgde in zijn tweede optreden, op 4 september 2015. Tegen Gibraltar opende hij na zevenentwintig minuten de score. Hierna scoorde Robbie Keane twee keer en besliste Shane Long de score op 0–4. Door O'Neill werd Christie opgenomen in de selectie voor het EK 2016. Op het EK kwam de verdediger niet in actie. Uiteindelijk werd Ierland in de achtste finale uitgeschakeld door Frankrijk.
| Interlands van Cyrus Christie voor Ierland | Interlands van Cyrus Christie voor Ierland | Interlands van Cyrus Christie voor Ierland | Interlands van Cyrus Christie voor Ierland | Interlands van Cyrus Christie voor Ierland | Interlands van Cyrus Christie voor Ierland | Interlands van Cyrus Christie voor Ierland |
| №                                          | Datum                                      | Wedstrijd                                  | Uitslag                                    | Competitie                                 | Goals                                      |                                            |
| Als speler bij Derby County                | Als speler bij Derby County                | Als speler bij Derby County                | Als speler bij Derby County                | Als speler bij Derby County                | Als speler bij Derby County                | Als speler bij Derby County                |
| ------------------------------------------ | ------------------------------------------ | ------------------------------------------ | ------------------------------------------ | ------------------------------------------ | ------------------------------------------ | ------------------------------------------ |
| 1                                          | 18 november 2014                           | Ierland – Verenigde Staten                 | 4 – 1                                      | Vriendschappelijk                          |                                            |                                            |
| 2                                          | 4 september 2015                           | Gibraltar – Ierland                        | 0 – 4                                      | EK 2016 kwalificatie                       | 27'                                        |                                            |
| 3                                          | 8 oktober 2015                             | Ierland – Duitsland                        | 1 – 0                                      | EK 2016 kwalificatie                       |                                            |                                            |
| 4                                          | 29 maart 2016                              | Ierland – Slowakije                        | 2 – 2                                      | Vriendschappelijk                          |                                            |                                            |
| 5                                          | 31 mei 2016                                | Ierland – Wit-Rusland                      | 1 – 2                                      | Vriendschappelijk                          |                                            |                                            |
| 6                                          | 31 augustus 2016                           | Ierland – Oman                             | 4 – 0                                      | Vriendschappelijk                          |                                            |                                            |
| 7                                          | 24 maart 2017                              | Ierland – Wales                            | 0 – 0                                      | WK 2018 kwalificatie                       |                                            |                                            |
| 8                                          | 28 maart 2017                              | Ierland – IJsland                          | 0 – 1                                      | Vriendschappelijk                          |                                            |                                            |
| 9                                          | 1 juni 2017                                | Mexico – Ierland                           | 3 – 1                                      | Vriendschappelijk                          |                                            |                                            |
| 10                                         | 4 juni 2017                                | Ierland – Uruguay                          | 3 – 1                                      | Vriendschappelijk                          | 51'                                        |                                            |
| 11                                         | 11 juni 2017                               | Ierland – Oostenrijk                       | 1 – 1                                      | WK 2018 kwalificatie                       |                                            |                                            |
| Als speler bij Middlesbrough               |                                            |                                            |                                            |                                            |                                            |                                            |
| 12                                         | 2 september 2017                           | Georgië – Ierland                          | 1 – 1                                      | WK 2018 kwalificatie                       |                                            |                                            |
| 13                                         | 5 september 2017                           | Ierland – Servië                           | 0 – 1                                      | WK 2018 kwalificatie                       |                                            |                                            |
| 14                                         | 6 oktober 2017                             | Ierland – Moldavië                         | 2 – 0                                      | WK 2018 kwalificatie                       |                                            |                                            |
| 15                                         | 9 oktober 2017                             | Wales – Ierland                            | 0 – 1                                      | WK 2018 kwalificatie                       |                                            |                                            |
| 16                                         | 11 november 2017                           | Denemarken – Ierland                       | 0 – 0                                      | WK 2018 kwalificatie                       |                                            |                                            |
| 17                                         | 14 november 2017                           | Ierland – Denemarken                       | 1 – 5                                      | WK 2018 kwalificatie                       |                                            |                                            |
| Als speler bij Fulham                      |                                            |                                            |                                            |                                            |                                            |                                            |
| 18                                         | 6 september 2018                           | Wales – Ierland                            | 4 – 1                                      | Nations League 2018/19                     |                                            |                                            |
| 19                                         | 11 september 2018                          | Polen – Ierland                            | 1 – 1                                      | Vriendschappelijk                          |                                            |                                            |
| 20                                         | 13 oktober 2018                            | Ierland – Denemarken                       | 0 – 0                                      | Nations League 2018/19                     |                                            |                                            |
| 21                                         | 16 oktober 2018                            | Ierland – Wales                            | 0 – 1                                      | Nations League 2018/19                     |                                            |                                            |
| 22                                         | 15 november 2018                           | Ierland – Noord-Ierland                    | 0 – 0                                      | Vriendschappelijk                          |                                            |                                            |
| 23                                         | 19 november 2018                           | Denemarken – Ierland                       | 0 – 0                                      | Nations League 2018/19                     |                                            |                                            |
| 24                                         | 10 september 2019                          | Ierland – Bulgarije                        | 3 – 1                                      | Vriendschappelijk                          |                                            |                                            |
| Als speler bij Nottingham Forest           |                                            |                                            |                                            |                                            |                                            |                                            |
| 25                                         | 11 oktober 2020                            | Ierland – Wales                            | 0 – 0                                      | Nations League 2020/21                     |                                            |                                            |
| 26                                         | 12 november 2020                           | Engeland – Ierland                         | 3 – 0                                      | Vriendschappelijk                          |                                            |                                            |
| 27                                         | 18 november 2020                           | Ierland – Bulgarije                        | 0 – 0                                      | Nations League 2020/21                     |                                            |                                            |
| 28                                         | 30 maart 2021                              | Qatar – Bulgarije                          | 1 – 1                                      | Vriendschappelijk                          |                                            |                                            |
| Als speler bij Fulham                      |                                            |                                            |                                            |                                            |                                            |                                            |
| 29                                         | 12 oktober 2021                            | Ierland – Qatar                            | 4 – 0                                      | Vriendschappelijk                          |                                            |                                            |
| 30                                         | 8 juni 2022                                | Ierland – Oekraïne                         | 0 – 1                                      | Nations League 2022/23                     |                                            |                                            |

Bijgewerkt op 9 juli 2025.